# Lac de Quinson
Pour les articles homonymes, voir Quinson (homonymie).
Le lac de Quinson est un lac de barrage situé dans le Var, en France. C'est le barrage de Gréoux, sur le Verdon, mis en fonction en 1967 et à plus de 13 kilomètres aval, qui le forme.

## Géographie
Le lac de Quinson sert à la fois de limite séparatrice entre deux départements : le Var et les Alpes-de-Haute-Provence, et limite séparatrice entre deux communes : Quinson (04) et Montmeyan (83). L'accès routier se fait essentiellement par la route départementale D13.

## Histoire
Le site est connu et habité depuis la Préhistoire. Des fouilles dans la grotte de la Baume-Bonne ont permis la riche découverte d'objets de cette période, actuellement conservés au musée préhistorique de Quinson.

## Économie
Comme pour l'ensemble du cours du Verdon, l'économie du lac de Quinson est essentiellement tournée vers le tourisme. La base nautique de Quinson est l'un des points de départ de visites des gorges du Verdon par voie fluviale, avec la location de bateaux électriques. 

### Sport
La base nautique de la commune de Quinson est située sur les bords du lac. Un club de canoë et kayak est installé dans cette base nautique.
Les bords du lac sont également un point de départ de randonnées pédestres vers les gorges du Verdon, et ses grottes. La pêche et l'escalade y sont également des activités pratiquées.